# Пархомовский сахарный завод
Пархомовский сахарный завод — предприятие пищевой промышленности в селе Пархомовка Краснокутского района Харьковской области Украины.

## История
Сахарный завод в селе Пархомовка Богодуховского уезда Харьковской губернии Российской империи был открыт в 1872 году сахарозаводчиком И. Г. Харитоненко.
В 1890 году завод был расширен и увеличил объемы производства сахара-песка и патоки. С этого времени здесь работали до трёхсот человек (в основном, безземельных и малоземельных местных крестьян). Условия труда на заводе и обеспечивавшей его сырьем экономии Харитоненко были тяжёлыми, рабочий день продолжался 12-13 часов, а вместо денег зарплату выдавали талонами, отоварить которые можно было только у местного купца (продававшего товары по завышенным ценам)
Начавшийся в 1900 году экономический кризис и «земельный голод» привели к волнениям и протестным выступлениям крестьян в Богодуховском уезде весной 1902 года, и для охраны Пархомовского сахарного завода власти прислали роту казаков.
В ходе первой русской революции 1905—1907 гг. в Пархомовске имели место митинги, демонстрации, протестные выступления и столкновения жителей с полицией и войсками (15 жителей было арестовано). На протяжении этого времени для охраны сахарного завода и экономии в Пархомовке непрерывно находился военный отряд из 50 человек

### 1918—1991
После Февральской революции в апреле 1917 года в Пархомовке был создан волостной земельный комитет, а на сахарном заводе был установлен рабочий контроль над производством. В конце 1917 года был избран Совет рабочих, крестьянских и солдатских депутатов, который возглавил рабочий сахарного завода П. И. Гончаренко. В 1918 году Совет утвердил решение о конфискации земли у помещиков (экономия Харитоненко стала совхозом, ещё 5 тыс. десятин разделили между крестьянами), но затем селение оказалось в зоне боевых действий гражданской войны.
В 1920-е годы завод был восстановлен и возобновил работу.
В 1920 году на завод производили набеги местные мелкие банды. Для охраны завода была создана Пархомовская комендантская рота под командованием М. Заклепенко.
С апреля по июль 1921 года на завод четырежды делала набеги Повстанческая армия Нестора Махно с целью грабежа сахара. В общем махновцы в 1921 году награбили на заводе более 20 тысяч пудов произведённого сахара.
18-19 апреля 1921 года полк Махно (400 сабель, 40 тачанок) произвёл налёт на Пархомовку. Бои продолжались два дня. Комендантская рота погибла полностью, кроме одного человека. Махновцы украли 560 пудов сахара и 63 лошади.
В 1932 году в селе начал работу пункт по откорму крупного рогатого скота (который откармливали жомом, поступавшим с сахарного завода).
В ходе индустриализации 1930-х годов завод получил новое оборудование и уже в 1940 году произвёл 10,7 тыс. тонн сахара.
После начала Великой Отечественной войны в связи с приближением линии фронта часть оборудования завода была эвакуирована. В дальнейшем, с 9 октября 1941 до 12 августа 1943 года селение находилось под немецкой оккупацией (в конце 1942 года несколько рабочих сахарного завода создали здесь антифашистскую группу, в дальнейшем увеличившуюся до 28 человек — они оказывали помощь Краснокутскому партизанскому отряду). При отступлении гитлеровцы сожгли сахарный завод и разрушили колхоз.
После ВОВ в годы восстановления народного хозяйства СССР был восстановлен сахзавод, который заработал в январе 1945 года.
В дальнейшем завод реконструирован (в общей сложности, с 1950 до 1960 года на механизацию производственных процессов и обновление оборудования было израсходовано около 1 миллиона рублей). В результате, после завершения реконструкции завод вошёл в число передовых предприятий сахарной промышленности СССР.
В 1959—1965 годы численность постоянных работников завода составляла свыше 200 человек (увеличиваясь до 600 в сезон сахароварения), объём производства — 17,5 тыс. тонн сахара в год.

### После 1991
После провозглашения независимости Украины завод перешёл в ведение Государственного комитета пищевой промышленности Украины.
В июле 1995 года Кабинет министров Украины утвердил решение о приватизации завода, после чего государственное предприятие было преобразовано в открытое акционерное общество.
К началу 2000х годов в связи с сокращением посевов сахарной свеклы в области положение завода осложнилось. 21 октября 2001 года остановился из-за отсутствия сырья (успев переработать 41,2 тыс. тонн свеклы и получить 5269 тонн сахара), но 1 ноября 2002 года возобновил работу.
2002 год завод завершил с чистым убытком в размере 3,24 млн. гривен.
20 мая 2003 года хозяйственный суд Харьковской области возбудил дело о банкротстве завода. 4 ноября 2003 года завод был признан банкротом и началась процедура ликвидации предприятия.
В октябре 2004 года Антимонопольный комитет Украины разрешил продажу завода харьковской компании ООО «Синтал-Д».
В 2005 году завод произвёл 8,8 тыс. тонн сахара.
После начала сезона сахароварения осенью 2009 года, 18 октября 2009 года на заводе произошла авария и производство сахара здесь было остановлено. Тем не менее, завод продолжал работу как свеклоприёмный пункт и склад, с которого происходила отгрузка сахарной свеклы.
В 2010 году завод возобновил переработку свеклы и производство сахара, но с 2011 года вновь не работал.
В 2012 году завод был продан фирмой «Синтал Агрикультуре» за 1,7 млн долларов США компании "Цукровик- Агро", входящую в орбиту б. председателя Краснокутского районного совета Виктора Слончака.